# Breathe (chanson de Pink Floyd)
Pour les articles homonymes, voir Breathe (homonymie).
Pistes de The Dark Side of the Moon
Speak to Me On the Run
Breathe est une chanson du groupe de rock progressif britannique Pink Floyd. Elle apparaît sur l'album The Dark Side of the Moon (1973).

## Composition
La chanson est très calme et douce. Elle dure environ 2 min 40 s en tout. Quoique indépendante sur le vinyle, elle a été mise en commun avec Speak to Me sur la version CD car les deux s'enchaînent sans coupure, l'une étant dans la lignée de l'autre. 
La chanson est en Mi mineur. Elle commence par 1 min 15 s d'instrumental, sur une rythmique très lente, planante, avec des improvisations à la guitare de David Gilmour réalisés sur une rythmique composée de la basse, jouant très simplement, la batterie, adoptant un rythme simple et classique, mais efficace. Richard Wright plaque simplement les accords à l'orgue avec quelques effets. Un riff de guitare s'ajoute à cela pour former un groove planant, simple, mais très efficace.
Le reste de la chanson reprend la même base d'accords, mais avec la voix en plus.
C'est d'ailleurs la première chanson de l'album avec des paroles. Elle raconte l'histoire d'un vieil homme qui parle à un nouveau-né. Lui disant de respirer, il lui suggère alors de consacrer sa vie au travail. Cependant, la chanson signifie clairement que ce n'est pas pour soutenir cette vie d'effort injustifié, mais pour la critiquer, comme il est démontré par la tonalité du chanteur et par le choix d'un exemple tel que consacrer sa vie à creuser des trous.
La fin de la chanson module légèrement pour s'enchainer avec On the Run.

## Personnel
- Roger Waters - basse
- David Gilmour - chant, chœur, guitare, pedal steel guitar
- Richard Wright - orgue hammond, piano électrique
- Nick Mason - batterie

## Reprise
Pistes de The Dark Side of the Moon
Time The Great Gig in the Sky
Breathe (Reprise) est une chanson de Pink Floyd, parue sur l'album The Dark Side of the Moon, en 1973. Il s'agit d'une reprise du thème de la chanson Breathe, collé à la fin de Time. Quand la chanson finit, au lieu de plonger dans le fredonnement continu de On the Run, la musique arrête en écho pour finalement commencer The Great Gig in the Sky.